# بمبریل
بمبریل (انگلیسی: Bombril) شرکت کالای خانگی برزیلی است، که در سال ۱۹۴۸ تأسیس شد.